# Exidmonea coerulea
Exidmonea coerulea is een mosdiertjessoort uit de familie van de Tubuliporidae. De wetenschappelijke naam van de soort is, als Idmidronea coerulea, voor het eerst geldig gepubliceerd in 1976 door Harmelin.